# بافی سینت-مری
بافی سِـینت-مِری (انگلیسی: Buffy Sainte-Marie؛ زادهٔ ۲۰ فوریهٔ ۱۹۴۱) یک موسیقی‌دان، آهنگساز، خواننده، هنرمندِ هنرهای تجسمی، مدرس، صلح‌جو و فعالِ مدنی اهل کانادا است. او از تبار بومی‌های کاناداست و در زمینه حقوق مدنی سرخ‌پوستان آمریکا فعالیت‌های گوناگونی داشته‌است و یکی از پایه‌گذاران «پروژهٔ آموزشی کِرَدِل‌بورد» در سال ۱۹۹۷ میلادی است.
بافی دانش‌آموختهٔ رشتهٔ کارشناسیِ «فلسفهٔ شرق» در دانشگاه ماساچوست در امهرست است و جزءِ ۱۰ نفر اول کلاس خود بود. او سپس مدرک دکترای خود را در رشتهٔ هنرهای زیبا از دانشگاه ماساچوست در بوستون دریافت داشت.
از فیلم‌ها یا برنامه‌های تلویزیونی که وی در آن نقش داشته‌است می‌توان به رنگین‌کمان شکسته اشاره کرد.
وی تاکنون بابت فعالیت‌های هنری‌اش، برندهٔ جوایز گوناگونی شده‌است که از آن میان، می‌توان به جایزه اسکار بهترین ترانه (۱۹۸۲) اشاره کرد.